# Dilophus fumipennis
Dilophus fumipennis är en tvåvingeart som beskrevs av Harrison 1990. Dilophus fumipennis ingår i släktet Dilophus och familjen hårmyggor. Inga underarter finns listade i Catalogue of Life.